# Dragutin Zelenović
Dragutin Zelenović (en serbe cyrillique : Драгутин Зеленовић ; né le 19 mai 1928 à Sirig (royaume des Serbes, Croates et Slovènes) et mort le 27 avril 2020 à Novi Sad (Serbie) ) est un homme politique et un universitaire serbe.
Entre 1989 et 1991, il a été membre de la présidence de la République fédérative socialiste de Yougoslavie et, en 1991, il a été le président du gouvernement de Serbie[réf. nécessaire]. Spécialiste des systèmes de production, il est membre correspondant de l'Académie serbe des sciences et des arts et membre correspondant de la Section de Novi Sad de l'Académie serbe des sciences et des arts.

## Biographie
Né à Sirig (royaume des Serbes, Croates et Slovènes) près de Temerin, Dragutin Zelenović a obtenu un doctorat de mécanique à Novi Sad en 1975. En 1976, il est devenu professeur titulaire de la Faculté de sciences techniques de l'université de cette ville.
En 1987, il a été élu membre correspondant de l'Académie serbe des sciences et des arts et, en 1991, membre correspondant de l'Académie des sciences et des arts de Voïvodine.

## Récompenses
Parmi les récompenses reçues par Dragutin Zelenović, on peut citer la médaille du Mérite pour le peuple et l'Ordre du Travail.